# Acura Classic 2000 - Doppio
Il doppio del torneo di tennis Acura Classic 2000, facente parte del WTA Tour 2000, ha avuto come vincitrici Lisa Raymond e Rennae Stubbs che hanno battuto in finale Lindsay Davenport e Anna Kurnikova 4-6, 6-3, 7–6(6).

## Teste di serie
1. Lisa Raymond /  Rennae Stubbs (campionesse)
2. Lindsay Davenport /  Anna Kurnikova (finale)

1. Chanda Rubin /  Sandrine Testud (semifinali)
2. Cara Black /  Elena Lichovceva (semifinali)

## Tabellone

### Legenda
| - Q = Qualificato - WC = Wild card - LL = Lucky loser | - ALT = Alternate - SE = Special Exempt - PR = Protected Ranking | - w/o = Walkover - r = Ritirato - d = Squalificato |